# Karkwa
Karkwa est un groupe de rock alternatif originaire de Montréal, au Québec (Canada). Le groupe compte au total cinq albums studio, soit Le Pensionnat des établis (2003), Les Tremblements s'immobilisent (2005), Le Volume du vent (2008), Les Chemins de verre (2010), et Dans la seconde (2023), ainsi qu'un album en concert, Karkwa - Live (2012).

## Biographie

### Débuts (1998–2000)
Karkwa est formé en 1998 dans le cadre du concours Cégeps en spectacle. Il est composé au départ de Louis-Jean Cormier, Martin Pelletier (anciennement de la formation nord-côtière Kalembourg), Michel Gagnon, Stéphane Bergeron, François Lafontaine et Julien Sagot. Le nom du groupe est choisi la veille de l'inscription au concours lorsque l'un des membres ferme ses yeux et met son doigt sur un mot du dictionnaire au hasard, /karkwa/ étant l'épellation phonétique de « carquois ». Le groupe atteint la finale provinciale de ce concours en 1999. Sa prestation, mélangeant le rock progressif et le funk, est remarquée par des membres de l'Office franco-québécois pour la jeunesse et lui vaut la chance de représenter le Québec lors d’une tournée en France à l’été 1999 dans le cadre du Printemps du Québec. Ce séjour outre-mer permet de donner une dizaine de spectacles, notamment à Bordeaux, Lyon et au Festival international de musique universitaire (FIMU) de Belfort. Sa performance scénique est acclamée par le public français.

### L'étoile montante (2001–2009)
Michel Gagnon, guitariste et chanteur quitte la formation en 2001 de même que Martin Pelletier qui est remplacé par Martin Lamontagne à titre de bassiste du groupe. Karkwa dans sa forme définitive atteint en 2001 la finale des Francouvertes. C'est à ce moment que le groupe commence l'écriture de ses propres morceaux. Il sort son premier album studio, Le Pensionnat des établis, en novembre 2003. Plusieurs années plus tard, Louis-Jean Cormier qualifiera ce disque d'« étrange » et « maladroit ».
Le groupe publie Les Tremblements s'immobilisent en novembre 2005, sous l'étiquette Audiogram et avec la participation exceptionnelle de la chanteuse culte Brigitte Fontaine. La chanson « L'épaule froide » influencera de façon marquante le son de l'album et du groupe.
Le volume du vent, paru en avril 2008, compte quant à lui sur la participation du chanteur montréalais Patrick Watson. Cette participation mène au projet de collaboration Karkwatson. Plusieurs des chansons de l'album sont écrites lors de la tournée pour Les Tremblements s'immobilisent. Lors du gala de l'ADISQ en 2008, Karkwa remporte quatre prix : groupe de l'année, auteur ou compositeur de l'année, clip de l'année pour « Échapper au sort » et album alternatif de l'année pour Le volume du vent. Ils récidivent en 2009 en gagnant deux prix: spectacle de l'année pour Le volume du vent et vidéoclip de l'année pour « La façade ».
Le groupe compose le thème de campagne du Parti québécois aux élections de 2008. Il est chanté par l'acteur Emmanuel Bilodeau. Jamais endisqué par Karkwa, il est joué quelques fois en spectacle et s'intitule Étendu sur le sol.

### Les Chemins de verreet pause (2010-2023)
Son quatrième album, Les Chemins de verre est publié le 30 mars 2010. Cet album est enregistré au studio La Frette, en banlieue de Paris. Karkwa est invité à faire des prestations dans le cadre du Festival d'été de Québec, des Coup de cœur francophone de Québec et de Montréal ainsi que des FrancoFolies de Montréal et de Spa. En mai 2010, François Lafontaine annonce sa décision de quitter le groupe à la fin de la tournée, souhaitant explorer différents univers musicaux.
L'album gagne le prix de musique Polaris en 2010. Il est le premier, et à l'heure actuelle le seul, groupe francophone à avoir reçu ce prix. Avec cet album, le quintette remporte un Félix au gala de l'ADISQ pour l'album alternatif de l'année au Québec. Le 26 mars 2011, à Toronto, le groupe remporte le Juno de l'album francophone de l'année. Le 3 novembre 2011, ils jouent au Festival des InRocKs. Les spectacles du 26 novembre (à l'Impérial à Québec) et 17 décembre 2011 (au Métropolis à Montréal) sont enregistrés pour l'album en concert Karkwa - Live. En 2012, le groupe effectue une tournée passant notamment au Divan du Monde, à la Maroquinerie, et au Zénith de Paris, en France. Le fardeau des concerts internationaux, à la suite du succès du prix Polaris, provoque un sentiment d'épuisement au sein du groupe. Les membres choisissent de privilégier leurs jeunes familles et optent pour une pause.
En 2012, Julien Sagot lance sa carrière solo, suivi par Louis-Jean Cormier. François Lafontaine collabore avec plusieurs artistes dans la réalisation de leurs albums, notamment ceux de sa conjointe, Marie-Pierre Arthur.

### Retour du groupe (depuis 2023)
Le 17 mai 2023, le groupe sort de l'ombre et publie la chanson « Parfaite à l'écran ». Celle-ci, première du groupe depuis 13 ans, est accompagnée de l'annonce d'un nouvel album, ainsi qu'une tournée de sept dates (dont trois au MTelus).
Le groupe lance, le 8 septembre 2023, leur cinquième album studio, Dans la seconde. Il est accueilli favorablement par les critiques,. Alexandre Vigneault de La Presse, le qualifie même de leur « meilleur disque en carrière ». L’année suivante, lors du Gala de l’ADISQ 2024, le groupe décroche le Félix de l’Album de l’année – Rock pour Dans la seconde.
Le groupe fait un retour sur les grandes scènes du Québec aux Francopholies de Montréal en 2024. Ce spectacle fait ressentir une nostalgie autant pour le public que pour Karkwa.

## Discographie

### Extraits
- 2003 : Poisson cru
- 2006 : La Marche
- 2006 : Coup d'État
- 2006 : La Fuite
- 2007 : Vrai
- 2008 : Échapper au sort
- 2008 : Oublie pas
- 2008 : La Façade
- 2009 : À la chaîne
- 2010 : Les Chemins de verre
- 2010 : Marie tu pleures
- 2010 : Le Pyromane
- 2023 : Parfaite à l'Écran

## Autres projets
- 2008 : Participation à l'Hommage à Félix avec la chanson « Le tour de l'île ».
- 2011 : Ils ont précédé Arcade Fire lors d'un spectacle de Pop Montréal.
- 2018 : En décembre 2018, Simone Records produit le concert nommé Karkwatson, un plateau double avec Karkwa et le chanteur et musicien Patrick Watson. Ils se produisent deux soirs au M Telus et un soir au Centre Vidéotron.